# Karl Horcicka
Karl Horcicka (ur. 22 marca 1917, zm. 12 listopada 1948 w Landsberg am Lech) – kapo w obozie koncentracyjnym Gusen i zbrodniarz wojenny. Skazany na karę śmierci przez powieszenie przez amerykański Trybunał Wojskowy w Dachau. Stracony w więzieniu Landsberg w listopadzie 1948.